# Todas las canciones hablan de mí
Todas las canciones hablan de mí es una película española estrenada el 10 de diciembre de 2010 y dirigida por Jonás Trueba. El filme recibió dos nominaciones a los Premios Goya, el de mejor mejor director novel y el de mejor actor revelación (Oriol Vila). Además de Vila, la cinta está protagonizada por Bárbara Lennie, Bruno Bergonzini y Valeria Alonso.

## Argumento
Ramiro (Oriol Vila) está perdidamente enamorado de Andrea (Bárbara Lennie), pero un día la relación se rompe. Ramiro no es capaz de superar lo sucedido aunque se esfuerce por distraerse o buscar otras relaciones. La película trata sobre lo bonito que es estar enamorado, así como lo difícil que es superar una ruptura.

## Reparto
David Trueba, tío del director, participa en la película dando vida un concejal que está oficiando una boda civil.

## Recepción
La película fue recibida de manera mixta por parte de la crítica, la página web Sensacine.com recopiló un total de 7 críticas sobre ella recibiendo una nota media de 2,70 sobre 5. La película fue nominada en la vigesimoquinta edición de los Premios Goya a los galardones de mejor dirección novel para Jonás Trueba y mejor actor revelación para Oriol Vila. La película se estrenó el 10 de diciembre de 2010 en 30 cines recaudando 66.467 euros con 9.860 espectadores y, en su segunda semana se mantendría en los mismos cines recaudando 32.848 euros con 4.666 espectadores. Abandonó el Top 20 a la siguiente semana.
La película fue vendida a Hungría.